# Britain First
Britain First (in inglese: Prima la Gran Bretagna) è un'organizzazione politica britannica costituita nel 2011 da ex membri del Partito Nazionale Britannico. Il gruppo è stato fondato da Jim Dowson, un attivista anti-aborto di destra. Il leader dell'organizzazione è l'ex consigliere del BNP Paul Golding, e il vice leader è Jayda Fransen.
Britain First opera principalmente contro il multiculturalismo e ciò che considera l'islamizzazione del Regno Unito e sostiene la conservazione della cultura tradizionale britannica. Ha attirato l'attenzione adottando azioni dirette come le "pattuglie cristiane" e le "invasioni" delle moschee britanniche. È stato notato per il suo attivismo online.

## Storia
Britain First è stata fondata nel 2011 da Jim Dowson e altri ex membri del Partito Nazionale Britannico. Paul Golding è il suo leader dal 2014. Il vice leader del partito è stata Jayda Fransen dal 2014 al 2016.
Dopo che decine di sostenitori di Britain First hanno marciato a Luton nel gennaio 2016, discutendo con i residenti locali e distribuendo volantini contro l'Islam, nell'estate del 2016 la polizia del Bedfordshire ha ottenuto un'ingiunzione dall'Alta corte che vietava agli attivisti di entrare nelle strade islamiche per tre anni. Anche ai leader Paul Golding e Jayda Fransen è stato vietato di entrare nella città di Luton o di inviarvi i loro seguaci.
Nel giugno 2016, un assassino di estrema destra ha gridato le parole "Britain First" dopo aver ucciso la deputata Jo Cox.
L'ex presidente degli Stati Uniti Donald Trump ha condiviso tre video di Jayda Fransen nel novembre 2017. I video, la cui autenticità è stata fortemente messa in dubbio, dipingono l'Islam come violento e crudele. Il portavoce del primo ministro britannico Theresa May ha detto che è falso che Trump abbia diffuso i tweet di "Britain First". "Britain First cerca di dividere le comunità attraverso le sue narrazioni odiose che diffondono bugie e alimentano la tensione. Creano paura nelle persone rette", ha detto. Jayda Fransen, vice leader del movimento, ha ringraziato Trump via Twitter per la pubblicità che aveva fatto a Britain First.

## Struttura
Britain First è stata fondata da Jim Dowson nel 2011.

### Leader
| Leader        | Periodo                     | Note       |
| ------------- | --------------------------- | ---------- |
| Paul Golding  | 2014 – in carica            | [ 4 ]      |
| Jayda Fransen | dicembre 2016 – giugno 2017 | ad interim |

### Vice leader
| Vice leader   | Periodo                    | Leader       |
| ------------- | -------------------------- | ------------ |
| Jayda Fransen | luglio 2014 – gennaio 2019 | Paul Golding |

## Risultati elettorali
| Elezione                 | Voti   | %     | Seggi  |
| ------------------------ | ------ | ----- | ------ |
| Europee 2014             | 20.272 | 0,1 % | 0 / 72 |
| Assemblea di Londra 2016 | 39.071 | 1,5 % | 0 / 25 |